# Eta Andromedae
Eta Andromedae (Eta And, η Andromedae, η And), som är stjärnans Bayerbeteckning, är en spektroskopisk dubbelstjärna i södra delen av stjärnbilden Andromeda. Den har en genomsnittlig skenbar magnitud på omkring +4,403. Baserat på parallaxmätningar befinner den sig på ett avstånd av ca 240 ljusår (74 parsek) från solen.
Eta Andromedae upptäcktes, genom en serie spektra som togs 1899 och 1900, som en spektroskopisk dubbelstjärna. Dess omlopp beräknades 1946 utifrån spektroskopiska observationer. Eftersom spektroskopi bara visar en stjärnas radiella hastighet mot eller bort från betraktaren, bestämmer en sådan beräkning inte alla orbitalelement. I observationer åren 1990 till 1992 upplöstes Eta Andromedae interferometriskt av Mark III Stellar Interferometer vid Mount Wilson Observatory, Kalifornien, USA. Detta gjorde det möjligt att beräkna en mer fullständig bana som publicerades 1993.

## Egenskaper
Eta Andromedae består av två underjättar eller jättestjärnor av spektraltyp G, som kretsar omkring varandra med en period av 115,7 dygn. Primärtjärnan har en visuell följeslagare med en skenbar magnitud på 11,5, separerad med 129,2 bågsekunder.